# Polymera (Polymera) nimbipennis
Polymera (Polymera) nimbipennis is een tweevleugelige uit de familie steltmuggen (Limoniidae). De soort komt voor in het Neotropisch gebied.